# 방실결절
방실결절(atrioventricular node, AV node, 房室結節)은 심장의 심방과 심실을 전기적으로 연결하여 심장 위쪽의 박동을 조정하는 심장 전기 전도계의 일부이다. 방실결절은 관상정맥굴 입구 부근의 심방중격 허리 부분에 있으며, 심방에서 심실로 정상적인 전기 자극을 전달한다. 매우 빽빽하며 크기는 ~1 x 3 x 5mm 정도이다.

## 구조

### 위치
방실결절은 심방에서 심실로 정상적인 전기 자극을 전도하며, 관상정맥굴이 열리는 부분 근처에 있는 심방중격의 허리 부분에 있다. 코흐삼각(삼첨판막의 중격 첨판, 관상정맥굴, 심방중격의 막부분으로 둘러싸인 삼각형)의 중심에 있다.

### 혈액 공급
방실결절의 혈액은 방실결절가지를 통해 공급된다. 이 동맥이 시작하는 지점은 가장 일반적으로(80-90%) 오른관상동맥의 가지이며 나머지는 왼관상동맥 휘돌이가지이다. 사람마다 위치가 다른 것은 관상순환이 어느 쪽에서 우세한지 여부와 관련이 있다. 오른쪽이 우세한 경우 혈액 공급은 오른관상동맥에서, 왼쪽이 우세한 경우에는 왼관상동맥 휘돌이가지에서 혈액 공급이 시작된다.

### 발달
뼈형성단백질(BMP)에 의한 세포 신호는 심장의 분화와 형태 형성의 다양한 측면에서 핵심적인 역할을 한다. BMP는 방실결절의 발달에도 중요한 다기능 신호 분자이다.

## 기능

방실결절을 보여주는 심장 전기 전도계의 모식도

방실결절은 우심방에서 두 종류의 신호를 입력받는다. 뒤쪽에서는 분계능선을 통해, 앞쪽에서는 심방중격을 통해 들어온다.
심근 세포의 수축은 세포막의 탈분극과 재분극을 필요로 한다. 이러한 세포막 전위의 변화는 세포막을 가로지르는 이온의 이동을 통해 일어난다. 심장 전도계와 전도계의 방실결절 부분은 심근 세포의 기계적 활동을 조정한다. 흥분파는 굴심방결절에서 특수한 전도 통로를 따라 심방으로 퍼진다. 심방에 전파된 자극은 방실결절을 활성화시킨다. 방실결절은 자극을 약 0.09초 지연시키는데, 심장 박동이 방실결절에 의해 지연되는 것은 매우 중요하다. 지연이 일어나면 심실이 수축하기 전에 심방이 먼저 혈액을 심실로 분출할 수 있다.
또한 시간이 약간 지연되면서 심방 부정맥에 대한 과도하게 빠른 속도 반응으로부터 심실을 보호한다.(아래 부분 참조)
정상적인 심장 리듬 동안 방실 전도는 두 가지 다른 경로를 통해 발생한다.
- 첫 번째 경로는 전도 속도가 느리지만 불응기가 더 짧다.
- 두 번째 경로는 전도 속도가 더 빠르지만 불응기가 더 길다.[10]

방실결절의 특별한 주요 속성은 감쇠 전도(decremental conduction)로, 이는 결절이 더 자주 자극될수록 전도 속도가 느려지는 현상이다. 방실결절의 이러한 속성은 심방세동이나 심방조동과 같은 빠른 심방 리듬에서 심실로 신호가 지나치게 빠르게 전도되는 것을 방지한다.
방실결절의 정상적인 내재 발화율은 자극이 없다면 분당 40-60회이다. 방실결절에 자체적인 발화율이 존재하는 것은 중요한데, 방실결절 이전의 전도계가 작동하지 않게 되어도 방실결절의 (더 느리게) 심박 조정능력이 유지되면 여전히 심실의 박동 조율을 할 수 있게 된다.

## 임상적 중요성
- 방실 전도 질환(방실차단)은 심방과 심실 사이의 전기적 연속성이 손상된 것이다. 심방 탈분극이 심실까지 도달하지 못하거나 비정상적으로 오랜 지연이 있을 때 발생한다. 부상으로 인해 발생하거나 유전적으로 유전되는 장애로 인해 발생할 수 있다.[13]
- 방실결절 재진입 빠른맥.[10]
- 방실결절 영역의 낭성 종양(CTAVN)은 내배엽 기원의 종양이며 방실결절, 삼첨판, 심방중격 영역에서만 발생한다.[14]